# アッコ・純次の平成TV事典 三匹の子ブタ
『アッコ・純次の平成TV事典 三匹の子ブタ』（アッコ・じゅんじのへいせいテレビじてん さんびきのこブタ）は、1992年4月23日から同年7月2日までテレビ朝日系列局で放送されていたテレビ朝日制作のバラエティ番組である。放送時間は毎週木曜 19:30 - 19:58（日本標準時）。

## 出演者

### 司会
- 和田アキ子
- 高田純次

### その他の主な出演者
- ribbon
- ダチョウ倶楽部

| テレビ朝日系列 木曜19:30枠                | テレビ朝日系列 木曜19:30枠                                             | テレビ朝日系列 木曜19:30枠                        |
| 前番組                                    | 番組名                                                                 | 次番組                                            |
| ----------------------------------------- | ---------------------------------------------------------------------- | ------------------------------------------------- |
| 21エモン （1991年5月2日 - 1992年3月26日） | アッコ・純次の平成TV事典 三匹の子ブタ （1992年4月23日 - 1992年7月2日） | 無敵なカップル! （1992年7月16日 - 1992年9月17日） |

| スタブアイコン | サブスタブ | この項目は、まだ閲覧者の調べものの参照としては役立たない、テレビ番組に関連した書きかけの項目です。この項目を加筆・訂正などしてくださる協力者を求めています（P:テレビ/PJ:放送または配信の番組）。 |